# Damarchus bifidus
Damarchus bifidus is een spinnensoort in de taxonomische indeling van de bruine klapdeurspinnen (Nemesiidae).
Damarchus bifidus werd in 1935 beschreven door Gravely.